# Ropa (Klein-Polen)
Ropa is een dorp in het Poolse woiwodschap Klein-Polen, in het district Gorlicki. De plaats maakt deel uit van de gemeente Ropa en telt 3700 inwoners.